# Margherita Sofia d'Asburgo-Lorena
L’arciduchessa Margarete Sophie Marie Annunciata Theresia Caroline Luise Josephe Johanna d'Austria (Artstetten-Pöbring, 13 maggio 1870 – Gmunden, 24 agosto 1902) fu un membro del Casato degli Asburgo-Lorena e un'Arciduchessa d'Austria e Principessa d'Ungheria, Boemia e Toscana per nascita. Divenne duchessa di Württemberg come consorte di Alberto di Württemberg (1865-1939).(Nella fotografia sottostante ritratta come Badessa del Convento Femminile delle Nobili di Praga)

## Famiglia

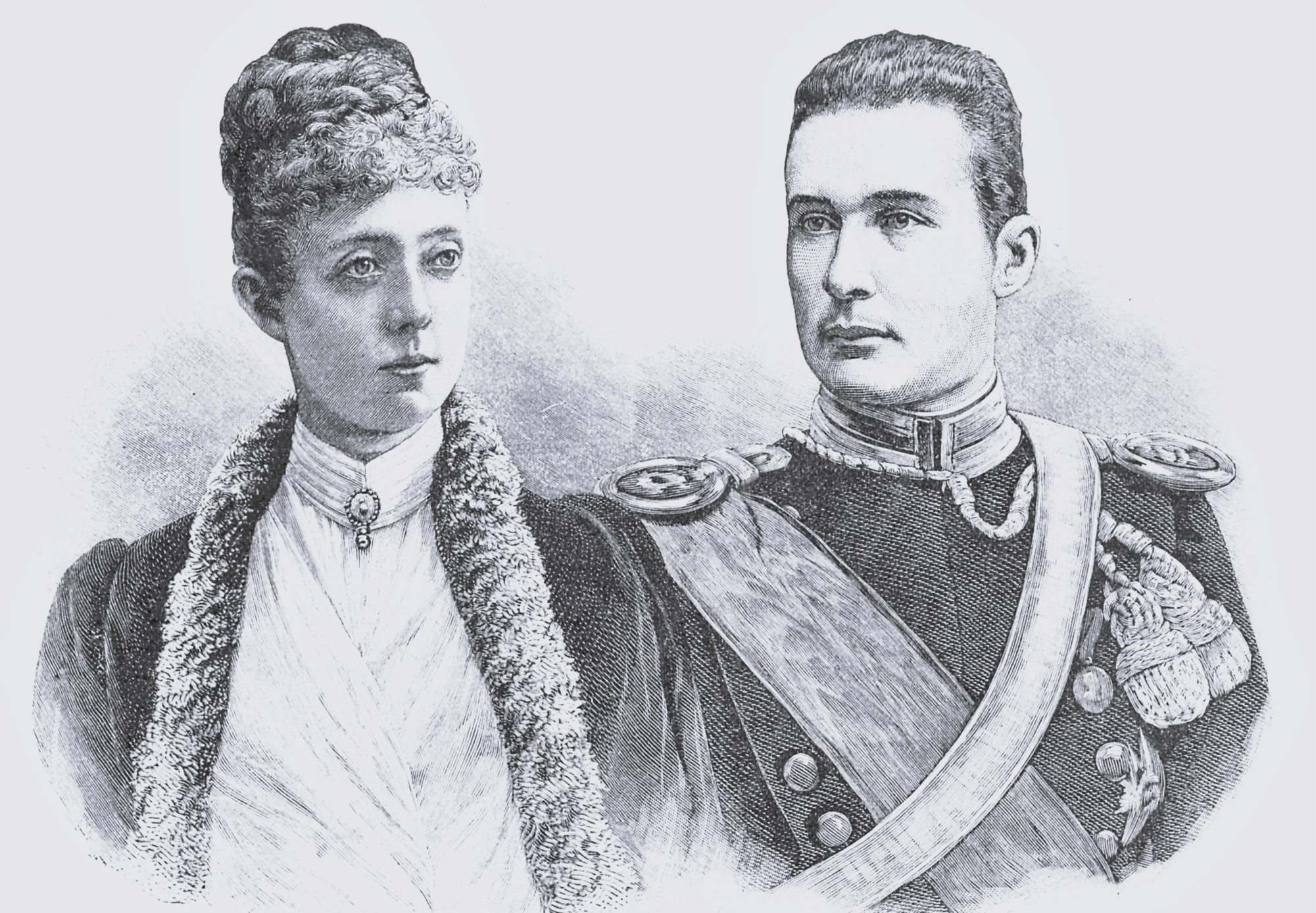
Margherita Sofia e Alberto del Württemberg

Margherita Sofia era la terzogenita ed unica figlia femmina dell'Arciduca Carlo Ludovico d'Austria (1833-1896), fratello minore dell'imperatore Francesco Giuseppe e di sua moglie la Principessa Maria Annunziata delle Due Sicilie (1843-1871). I suoi nomi furono in onore della prima moglie di suo padre, la Principessa Margherita di Sassonia e della nonna paterna la Principessa Sofia di Baviera. I suoi fratelli maggiori includono l'Arciduca Francesco Ferdinando d'Austria il di cui assassinio a Sarajevo portò allo scoppiò della Prima Guerra Mondiale e l'Arciduca Ottone Francesco d'Austria e di conseguenza zia dell'ultimo imperatore Carlo I che successe al trono Austro-Ungarico in seguito all'assassinio dello Zio.
Margherita Sofia era dunque nipote prima dell'Imperatore Francesco Giuseppe I e nipote prima dell'Imperatrice Elisabetta (Sissi) e fu di conseguenza cugina dello sfortunato principe ereditario Rodolfo che perse la vita durante gli sfortunati eventi di Mayerling.
Margherita si sposò il 24 gennaio del 1893, a Vienna con il duca Alberto di Württemberg, figlio maggiore del duca Filippo di Württemberg (1838-1917) e dell'arciduchessa Maria Teresa d'Austria (1845-1927).

Dal loro matrimonio nacquero sei figli:
- Filippo Alberto di Württemberg (1893-1975);
- Alberto Eugenio di Württemberg (1895-1954), sposato con la principessa Nadežda di Bulgaria (1899-1958), figlia di Ferdinando I di Bulgaria;
- Carlo Alessandro di Württemberg (1896-1964);
- Maria Amalia di Württemberg (1897-1923);
- Maria Teresa di Württemberg (1898-1928);
- Margherita Maria di Württemberg (1902-1945).

## Ascendenza
|                                         |                               |                                  | Genitori                                   |  |  | Nonni |  |  | Bisnonni     |  |  | Trisnonni                  |  |
|                                         |                               |                                  |                                            |  |  |       |  |  | Francesco II |  |  | Pietro Leopoldo di Toscana |  |
|                                         |                               |                                  |                                            |  |  |       |  |  | Francesco II |  |  | Pietro Leopoldo di Toscana |  |
|                                         |                               | Maria Ludovica di Borbone-Spagna |                                            |  |  |       |  |  | Francesco II |  |  |                            |  |
| Francesco Carlo d'Asburgo-Lorena        |                               |                                  |                                            |  |  |       |  |  | Francesco II |  |  |                            |  |
|                                         |                               | Maria Teresa di Borbone-Napoli   | Ferdinando I delle Due Sicilie             |  |  |       |  |  |              |  |  |                            |  |
|                                         |                               | Maria Teresa di Borbone-Napoli   | Ferdinando I delle Due Sicilie             |  |  |       |  |  |              |  |  |                            |  |
|                                         |                               | Maria Teresa di Borbone-Napoli   | Arciduchessa Maria Carolina d'Austria      |  |  |       |  |  |              |  |  |                            |  |
| Carlo Ludovico d'Asburgo-Lorena         |                               | Maria Teresa di Borbone-Napoli   |                                            |  |  |       |  |  |              |  |  |                            |  |
|                                         |                               | Massimiliano I di Baviera        | Federico Michele di Zweibrücken-Birkenfeld |  |  |       |  |  |              |  |  |                            |  |
|                                         |                               | Massimiliano I di Baviera        | Federico Michele di Zweibrücken-Birkenfeld |  |  |       |  |  |              |  |  |                            |  |
|                                         |                               | Massimiliano I di Baviera        | Maria Francesca di Sulzbach                |  |  |       |  |  |              |  |  |                            |  |
| Sofia di Baviera                        |                               | Massimiliano I di Baviera        |                                            |  |  |       |  |  |              |  |  |                            |  |
|                                         |                               | Carolina di Baden                | Carlo Luigi di Baden                       |  |  |       |  |  |              |  |  |                            |  |
|                                         |                               | Carolina di Baden                | Carlo Luigi di Baden                       |  |  |       |  |  |              |  |  |                            |  |
|                                         |                               | Carolina di Baden                | Amalia d'Assia-Darmstadt                   |  |  |       |  |  |              |  |  |                            |  |
| Margherita Sofia d'Austria              |                               | Carolina di Baden                |                                            |  |  |       |  |  |              |  |  |                            |  |
|                                         | Francesco I delle Due Sicilie | Ferdinando IV di Napoli          |                                            |  |  |       |  |  |              |  |  |                            |  |
|                                         | Francesco I delle Due Sicilie | Ferdinando IV di Napoli          |                                            |  |  |       |  |  |              |  |  |                            |  |
|                                         | Francesco I delle Due Sicilie | Maria Carolina d'Austria         |                                            |  |  |       |  |  |              |  |  |                            |  |
| Ferdinando II di Borbone                | Francesco I delle Due Sicilie |                                  |                                            |  |  |       |  |  |              |  |  |                            |  |
|                                         |                               | Maria Isabella di Borbone-Spagna | Carlo IV di Spagna                         |  |  |       |  |  |              |  |  |                            |  |
|                                         |                               | Maria Isabella di Borbone-Spagna | Carlo IV di Spagna                         |  |  |       |  |  |              |  |  |                            |  |
|                                         |                               | Maria Isabella di Borbone-Spagna | Maria Luisa di Parma                       |  |  |       |  |  |              |  |  |                            |  |
| Maria Annunziata di Borbone-Due Sicilie |                               | Maria Isabella di Borbone-Spagna |                                            |  |  |       |  |  |              |  |  |                            |  |
|                                         |                               | Carlo d'Asburgo-Teschen          | Pietro Leopoldo                            |  |  |       |  |  |              |  |  |                            |  |
|                                         |                               | Carlo d'Asburgo-Teschen          | Pietro Leopoldo                            |  |  |       |  |  |              |  |  |                            |  |
|                                         |                               | Carlo d'Asburgo-Teschen          | Maria Ludovica di Borbone-Spagna           |  |  |       |  |  |              |  |  |                            |  |
| Maria Teresa d'Asburgo-Teschen          |                               | Carlo d'Asburgo-Teschen          |                                            |  |  |       |  |  |              |  |  |                            |  |
|                                         |                               | Enrichetta di Nassau-Weilburg    | Federico Guglielmo di Nassau-Weilburg      |  |  |       |  |  |              |  |  |                            |  |
|                                         |                               | Enrichetta di Nassau-Weilburg    | Federico Guglielmo di Nassau-Weilburg      |  |  |       |  |  |              |  |  |                            |  |
|                                         |                               | Enrichetta di Nassau-Weilburg    | Luisa Isabella di Kirchberg                |  |  |       |  |  |              |  |  |                            |  |
|                                         |                               | Enrichetta di Nassau-Weilburg    |                                            |  |  |       |  |  |              |  |  |                            |  |